# Xã Paris, Quận Stark, Ohio
Xã Paris (tiếng Anh: Paris Township) là một xã thuộc quận Stark, tiểu bang Ohio, Hoa Kỳ. Năm 2010, dân số của xã này là 5.728 người.